# Antonov An-8
El Antonov An-8 (Designación OTAN: Camp) es un avión de transporte militar ligero de alto ala de diseño turbo doble soviético.

## Desarrollo
En diciembre de 1951, OKB-153 inició el diseño de una aeronave de transporte de asalto bimotor, designada como DT-5/8 (Desahntno-Trahnsportnyy [samolyot] - aeronave de transporte de asalto), para ser propulsada por dos motores Kopzsozov TV-2 con turbopropulsión y equipado con una gran puerta de carga trasera para permitir que los vehículos sean conducidos directamente hacia la bodega. El 11 de diciembre de 1953, el Consejo de Ministros soviético emitió la directiva No. 2922-1251 al Antonov OKB, exigiéndoles que construyeran un avión de transporte de doble turbohélice derivado del DT-5/8. Con la designación interna Izdeliye P, la aeronave resultante siguió la práctica más avanzada con un ala alta cargando dos motores de hélice, sobre un fuselaje de sección rectangular, tren de rodaje de tres ruedas con reductores principales alojados en vainas a ambos lados del fuselaje, y un fuselaje trasero levantado que proporciona espacio libre para la unidad de cola para la carga y descarga. Después de las pruebas de aceptación por parte del Estado, no se recomendó la producción debido a las características pobres de giro, estabilidad direccional y problemas de control, movimiento de la nariz, pobre capacidad de control al aterrizar en vientos cruzados de más de 6 m/s (12 kt) y también oscilaciones fugoides en los tres ejes que fueron difíciles Controlar y pilotar el prototipo agotador. Además de las fallas aerodinámicas, los motores TV-2 demostraron ser difíciles de comenzar con una dinámica de gas inestable a altitudes superiores a los 6000 m (19 700 pies).
El Antonov OKB se dispuso a corregir estas fallas con superficies de cola verticales y horizontales de área aumentada, tirones anti-giro en los lados superiores del fuselaje trasero, eliminando los listones LE laterales, refuerzos estructurales locales y reemplazando los motores TV-2 con Ivchenko AI-20D Los motores turbohélices, que tenían el beneficio adicional de reducir el peso en vacío en tres toneladas (6600 lb). El nuevo diseño requería el uso de nuevas técnicas de producción, como el estampado y forjado de piezas grandes de gran resistencia, la extrusión de secciones largas, el fresado químico de paneles de gran tamaño y otras nuevas técnicas.
Dada la designación de servicio An-8, el nuevo transporte se construyó en la fábrica GAZ-34 en Tashkent desde 1957 hasta 1961, como un reemplazo de mayor capacidad para el anterior Lisunov Li-2 (DC-3), con una gran bodega sin presión, una posición de arma de cola tripulada, un radomo de barbilla para navegación/mapeo de radar y una nariz esmaltada para el navegador.

## Variantes
- Izdeliye P

Antonov OKB designación propia para el primer prototipo.
- Izdeliye N

Antonov OKB designación interna para una versión de avión proyectado con una cabina de sección circular presurizada con capacidad para 57 pasajeros.
- An-8

La versión de producción inicial.
- An-8M

(Morskoy - marine) Variante proyectada de guerra antisubmarina.
- An-8T

(Toplivovoz - cisterna / transportador de combustible) Un transportador de combustible utilizado para todo tipo de combustibles automotrices, así como también combustibles para aviones y cohetes, incluidos dos tanques de 5300 litros (1100  imp.) Para productos derivados del petróleo, o un solo tanque de 5000 litros para oxidantes de cohetes como el ácido nítrico fumante rojo (RFNA), el ácido nítrico o un matraz de oxígeno líquido.
- An-8RU

(Raketnymi Ooskoritelyami - con propulsores de cohetes) Un avión equipado en 1964 con dos propulsores de cohetes para aumentar el MTOW de motor único a 42 toneladas (93 000 lb). Este proyecto fue abandonado después de la caída del primer prototipo durante las pruebas.
- An-8Sh

(Shtoormanskiy - para navegadores) Un entrenador de Navigator proyectado.
- An-8PS

(Poiskovo-Spasahtel'nyy - búsqueda y rescate) Un avión marítimo de búsqueda y rescate proyectado.
- An-8??

(probablemente An-8RR - [samolyet] Radiatsionnyy Razvedchik - inteligencia de radiación [aeronave]) Al menos una aeronave modificada como una aeronave de reconocimiento de radiación con dos vainas de muestreo de aire RR8311-100 debajo de la cabina del artillero de cola.

## Historia Operacional

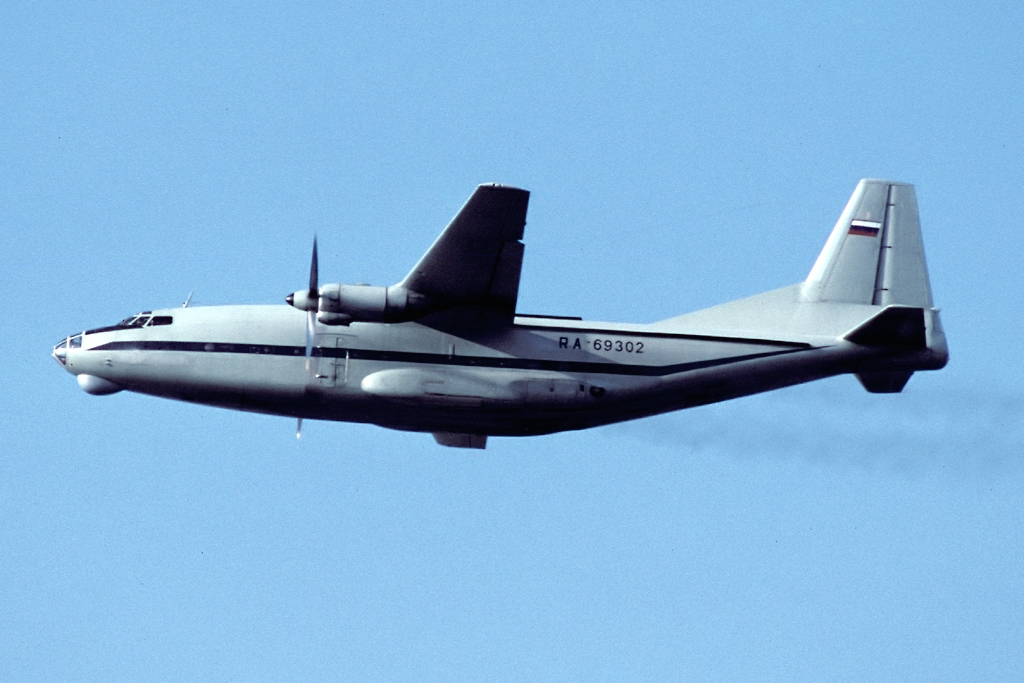
Un An-8 del gobierno ruso en pleno vuelo

El primer avión de transporte de propósito especial de diseño soviético, Antonov AN-8, despegó el 11 de febrero de 1956. El piloto de pruebas Yakov Vernikov era capitán del avión. Una puerta de carga de gran tamaño en la sección de cola del fuselaje permitió transportar cargas dentro del medidor de carga con un peso de hasta 11 toneladas y permitió el lanzamiento de equipos militares, cargas y personal. Los problemas aerodinámicos de un avión con un ala alta que transportaba dos motores turbohélice se resolvieron en el AN-8; Se encontraron soluciones estructurales y de resistencia para la creación de una gran puerta de carga trasera, un tren de aterrizaje de alta capacidad de paso y un sistema de entrega aérea.
La primera aeronave de producción se lanzó en diciembre de 1958 incorporando motores AI-20D sin clasificación (se encontró que la producción inicial AI-20D era incapaz de entregar la potencia especificada), sistemas de control de tren de rodaje modificados, salidas de combustible, presurización y desinfección. sistemas de formación de hielo, así como una capa de calibre más grueso en el plano de rotación de la hélice y un mayor rango de movimiento del timón.
La mayoría de los An-8 construidos sirvieron en las Fuerzas Aéreas Soviéticas, con dos An-8 utilizados para aterrizar fuerzas especiales para tomar el aeropuerto de Plzeň durante la Invasión de Checoslovaquia en 1968. Otros se utilizaron como aviones de reconocimiento electrónico, y se usó un avión para el muestreo de aire después de las pruebas nucleares chinas en 1966. Continuaron en uso a gran escala en tareas militares de primera línea en la Fuerza Aérea Soviética hasta la década de 1970, cuando muchos más tarde fueron transferidos a Aeroflot para su uso como cargueros. Tras una serie de accidentes a principios de la década de 1990, el An-8 se retiró del uso en Rusia. Sin embargo, esto no significó el fin del An-8, ya que un número se vendió en el extranjero con unos pocos aviones observados volando en el Medio Oriente y, hasta hace poco, en África (en particular, Liberia), República Democrática del Congo y Angola, (especialmente Las aerolíneas asociadas con el empresario ruso y el presunto traficante de armas Viktor But), a pesar de que Antonov retiró el certificado de aeronavegabilidad y el apoyo para el tipo en 2004, puso fin al uso legal de la aeronave.

## Operadores
- Sri Lanka
  - Sky Cabs

- Singapur
  - Marca de aire

- Unión Soviética
  - Aeroflot
  - Fuerza Aérea soviética

- Emiratos Árabes Unidos
  - Air Cess
  - Santa cruz imperial

## Especificaciones (An-8)

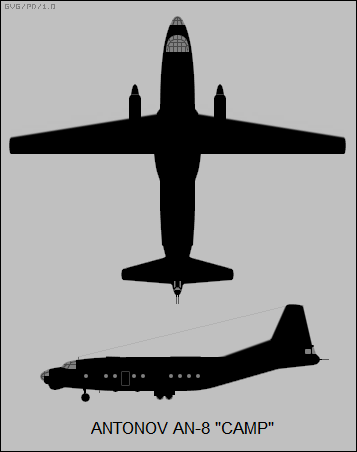
Una silueta de 2 vistas del Antonov An-8.

### Características generales
- Tripulación: seis (piloto, copiloto, navegante, ingeniero de vuelo, artillero de cola, operador inalámbrico)
- Capacidad: 48 personas.
- Carga útil: 24 300 lb (11 000 kg)
- Largo: 85 pies 3 pulgadas (26.0 m)
- Envergadura: 98 pies 5 pulg. (30.0 m)
- Altura: 31 pies 10 pulg. (9.7 m)
- Área de ala: 117,2 m² (1262 pies cuadrados)
- Relación de aspecto: 11.7: 1
- Peso en vacío: 21 250 kg (46 750 lb)
- Peso máximo de despegue: 40 000 kg (88 200 libras)
- Planta Motriz: 2 × turbopropulsor Ivchenko AI-20D, 5180 shp (3800 kW) cada uno

### Rendimiento
- Velocidad máxima: 610 km/h (329 nudos, 379 mph)
- Velocidad de crucero: 480 km/h (259 nudos, 298 mph)
- Alcance operativo: 1738 mi (2780 km)
- Techo de vuelo: 9600 m (31 400 ft)
- Régimen de ascenso: 1400 ft/min (427 m/min)

### Armamento
- Cañones: un cañón de 23 mm en la torreta de la cola.

### Desarrollos similares
- Antonov An-10
- Antonov An-12

### Aviones similares
- De Havilland Canada DHC-4 Caribou
- Fairchild C-123 Provider